# Earlimart
Earlimart es un lugar designado por el censo ubicado en el condado de Tulare en el estado estadounidense de California. En el año 2020 tenía una población de 13215 habitantes y una densidad poblacional de 2,541 personas por km².

## Geografía
Earlimart se encuentra ubicado en las coordenadas 35°52′57″N 119°16′12″O / 35.88250, -119.27000. Según la Oficina del Censo, la ciudad tiene un área total de 5,2 km² (2 mi²), de la cual 5,2 km² (2 mi²) es tierra y 0 km² (0 mi²) 0.00% es agua.

## Demografía
Los ingresos medios por hogar en la localidad eran de $21,299, y los ingresos medios por familia eran $21,544. Los hombres tenían unos ingresos medios de $20,653 frente a los $18,438 para las mujeres. La renta per cápita para la localidad era de $7,169. Alrededor del 41.9% de la población estaban por debajo del umbral de pobreza.